# Representante en misión

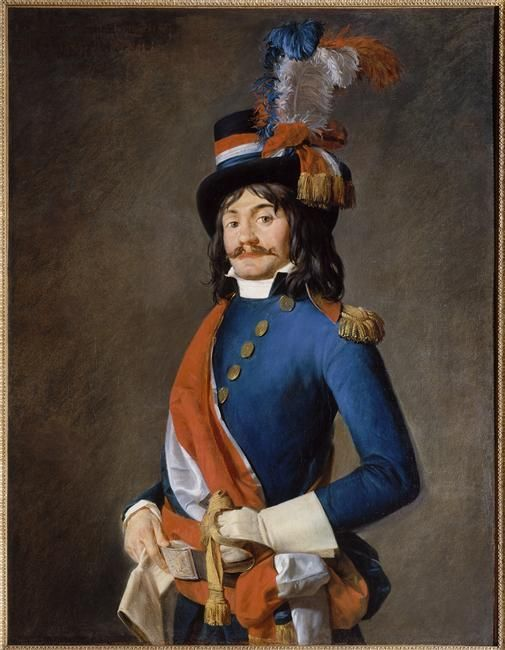
Retrato de un representante en misión atribuido al pintor Jacques Louis David. En él aparece revestido "con un severo uniforme azul con alzacuellos rojos, charreteras doradas, ceñido con el fajín tricolor del representante, cubierta su cabeza con un sombrero adornado con plumas de avestruz tricolores y con cintas igualmente tricolores".

Representante en misión fue el nombre que recibió el diputado de la Convención Nacional de la República Francesa que era enviado a un departamento o una unidad del ejército para que asegurara su fidelidad a la causa de la Revolución Francesa, por lo que contaba con plenos poderes para reprimir a los contrarrevolucionarios que la amenazaban. Como consecuencia de ello, "algunos de estos representantes actúan como auténticos dictadores en su departamento".

## Historia
La Convención Nacional, elegida por sufragio universal tras la caída de Luis XVI en la jornada del 10 de agosto de 1792, proclamó la República el 21 de septiembre, concentrando en sus manos todos los poderes del Estado. Para asegurar la autoridad de la República y de la Convención fuera de París se decide enviar a alguno de sus miembros allí donde se vea amenazada, sea un departamento o un cuerpo de ejército. El diputado como delegado de la representación nacional que reside en la Convención, tiene plenos poderes para mantener el orden y destituir y reemplazar a los funcionarios de las administraciones locales o a los jefes militares de los que se dude de su fidelidad a la causa republicana.
Los primeros representantes en misión se nombran el 9 de marzo de 1793, durante el período en el que los girondinos dominan la Convención, para que supervisen —dos diputados por cada grupo de dos departamentos— la leva en masa que suministre soldados al ejército en la guerra con la Primera Coalición, formada por las principales potencias absolutistas europeas y por Gran Bretaña tras la ejecución del rey Luis XVI a finales de enero de 1793. Al mes siguiente son enviados treinta y seis representantes para que vigilen la conducta de los doce comandantes en jefe de los cuerpos de ejército.
Los representantes en misión cobran mayor importancia después de la caída de los girondinos en las jornadas del 30 de mayo-2 de junio de 1793, tras las cuales la izquierda de la Convención denominada La Montaña —integrada por jacobinos y cordeliers- se hace con el poder. Son enviados con plenos poderes para acabar con la rebelión federalista encabezada por los girondinos y a la Vendée donde ha estallado una revuelta contrarrevolucionaria. Tras la proclamación del Terror y la instauración del "gobierno revolucionario" encabezado por el Comité de Salvación Pública junto con el Comité de Seguridad General, algunos de estos representantes en misión no dudan en actuar como auténticos dictadores, mandando ejecutar a miles de sospechosos. En la Vendée Laignelot y Le Quinio ordenan en brumario del año II (octubre-noviembre de 1793) la ejecución de 5.000 rebeldes vandeanos. También en relación con la rebelión de la Vendée Jean-Baptiste Carrier manda ejecutar entre octubre de 1793 y febrero de 1794 a 3.500 personas en Nantes, la mayoría de ellas lanzadas atadas a las aguas del río Loira donde perecen ahogadas. En la represión de la rebelión federalista también recurren a métodos sanguinarios: Joseph Fouché y Collot d'Herbois en Lyon; Barras y Fréron en Marsella; Tallien en Burdeos.

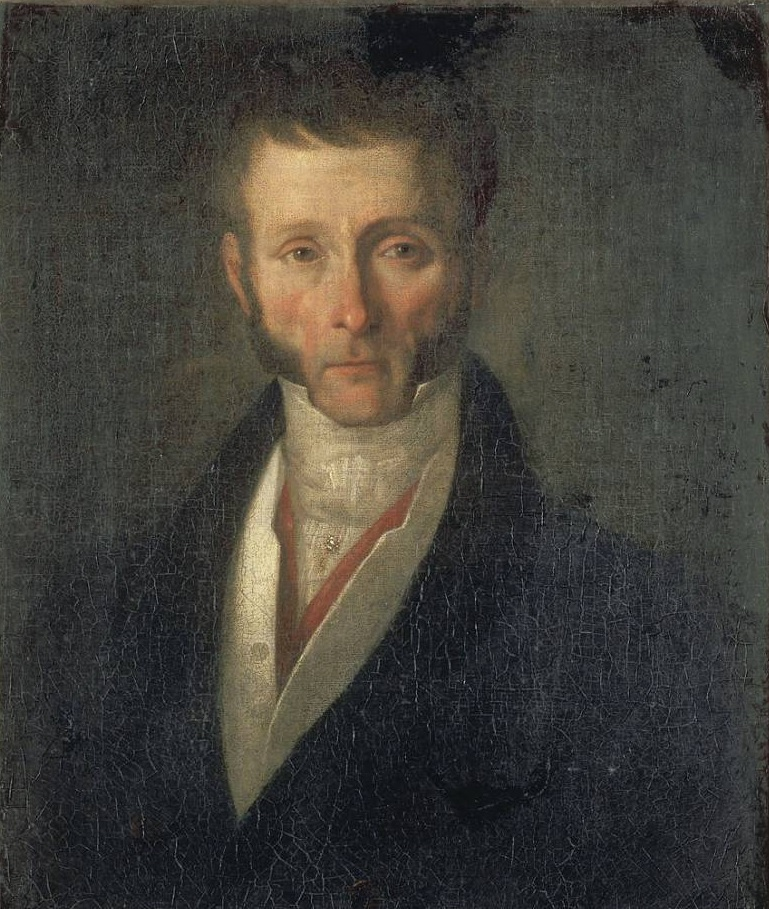
Joseph Fouché, representante en misión, que destacó por su excesos en la represión y en la imposición de la descristianización.

Algunos representantes en misión de La Montaña también impusieron la descristianización en los departamentos a los que fueron enviados. En esta labor de nuevo destacó Joseph Fouché que la implantó a la fuerza mediante un decreto que él mismo promulgó 11 de octubre de 1793 para el departamento de la Nièvre, en el oeste de Francia. En el decreto se establece, por ejemplo, que en los cementerios se instale una estatua que represente el Sueño en lugar de los símbolos religiosos habituales y que junto a ella se ponga un cartel con la frase La muerte es el sueño eterno. Un mes antes Fouché, nada más llegar al departamento, había ordenado que se colocara un busto de Bruto en la catedral de Nevers.
Sin embargo, hubo otros representantes en misión que no recurrieron al asesinato en masa para cumplir con el encargo que habían recibido de la Convención. El caso más destacado fue el de Louis Saint-Just, amigo de Maximilien Robespierre —el miembro más prominente del Comité de Salvación Pública—, que fue destinado a los ejércitos del norte, donde "desempeñó un papel relevante tanto en las discusiones estratégicas del estado mayor como situado a la cabeza de una columna de infantería durante una carga".
Los poderes de los representantes en misión son reforzadas mediante la Ley del 14 de frimario del año II (4 de diciembre de 1793) que reorganiza el "gobierno revolucionario". Se les da el derecho a depurar las administraciones de los departamentos y a designar a los agentes nacionales que representan al poder central en sustitución de los procurados síndicos elegidos en 1791. A continuación el 29 de diciembre (9 de nivoso del año II) se envían a 58 representantes en misión a los departamentos para establecer en ellos el gobierno revolucionario.
A lo largo de la primera mitad de 1794 los representantes en misión que más se han excedido en el uso de sus poderes y que más se han aprovechado de sus cargos para enriquecerse son llamados a París por el Comité de Salvación Pública. A ellos parece hacer alusión Robespierre en su discurso del 8 de termidor (26 de julio) cuando se refiere a los "bribones". Al día siguiente, 9 de termidor, algunos de ellos -Tallien, Barras y Fréron; y Fouché actuando en la sombra- tendrán un importante protagonismo en la caída de Robespierre.
Con la reacción de Termidor la duración del mandato de los representantes en misión es reducida a un máximo de tres meses, pero no son eliminados porque ahora son utilizados para que depuren las administraciones departamentales de jacobinos robespieristas. Cumplida esta tarea la Convención, dominada por los termidorianos, los suprimió.